# M & J
M & J — дебютный альбом французской певицы Ванессы Паради. Вышел в августе 1988 года, через год с небольшим после песни «Joe le taxi», почти три месяца не сходившей с вершины французских чартов и сделавшей из (на тот момент) 14-летней девочки звезду.
На этом альбоме Паради ещё не предстаёт опытной, состоявшейся певицей, но её тонкий девичий голосок идеально вписывается в лёгкие драйвовые аранжировки. Джонни Лофтус в своём ретроспективном обзоре для сайта AllMusic называет вокал Ванессы «обезоруживающим». Из новых песен он отмечает «Maxou», в которой «солнечное фортепиано» флиртует с «невинным, почти что наивным вокалом». Дальше Лофтус пишет: «Паради [уверенно] прокладывает себе путь через мягкий нововолновый ритм [песни] „Mosquito“ и с апломбом погружает в атмосферу латиноамериканского кабаре [в песне] „Marilyn & John“». Но, заключает он, именно в задумчивой «Joe le taxi» Ванесса реально блистает, поскольку неторопливый, зажигательный ритм этого трека и саксофон «являют собой идеальный фон для её захватывающей подачи».
Во Франции этот альбом достиг 13-го места в чарте и получил платиновую сертификацию за продажи, превысившие 300 тысяч экземпляров.